# Intranet național

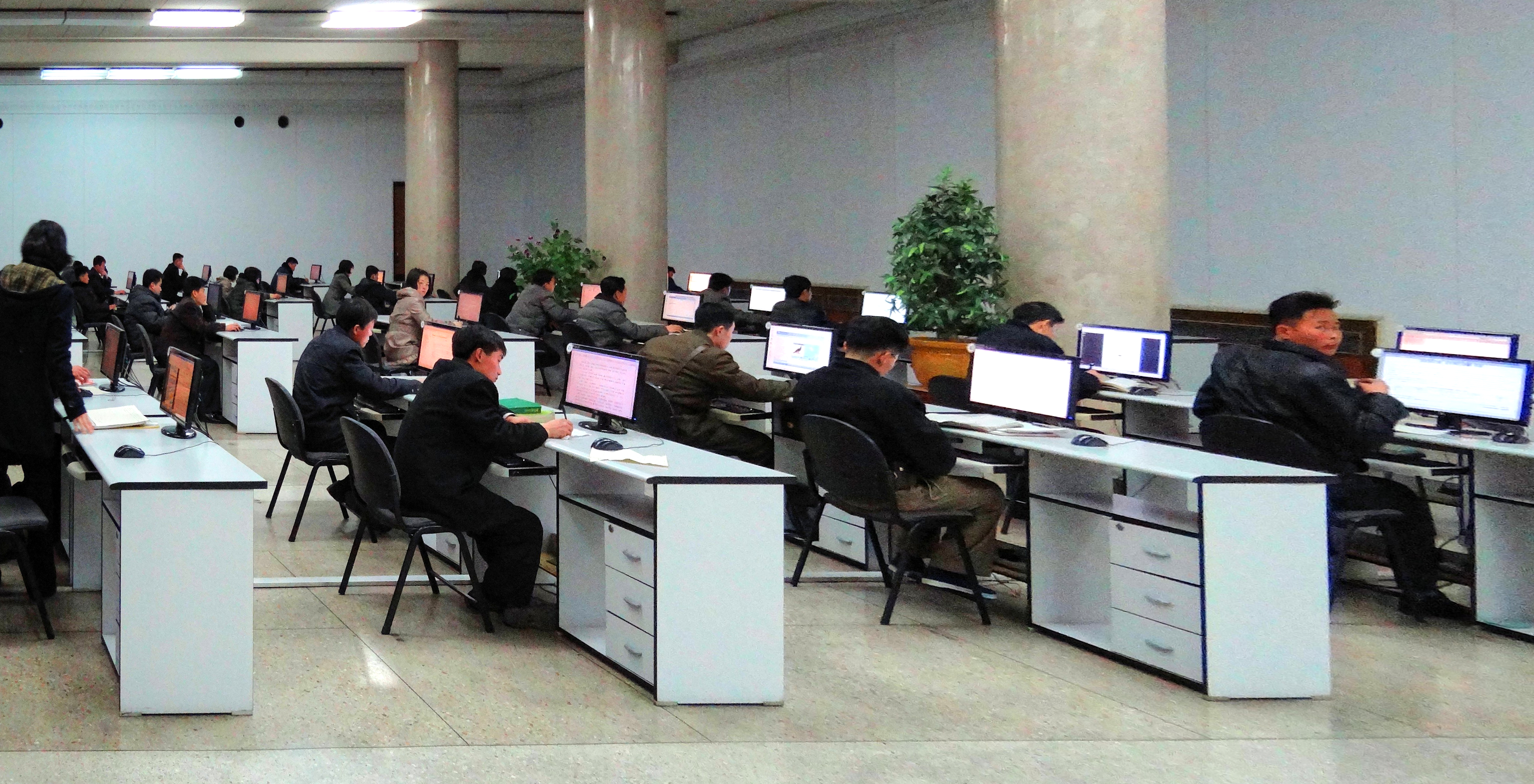
Exemplu de intranet național în Coreea de Nord

Intranetul național este o rețea de tip grădină împrejmuită bazată pe Internet Protocol, întreținută de un stat național ca substitut național al internetului global, în scopul controlării și monitorizării comunicațiilor locuitorilor săi, precum și in scopul restricționării accesului acestora la surse de informații externe. Este cunoscut și sub alte denumiri, cum ar fi „Internet halal” în țările islamice.
Astfel de rețele oferă, în general, acces la instituțiile media controlate de stat și alternative interne la serviciile de internet străine: motoare de căutare, e-mail și altele. Aceste rețele pot fi văzute ca vârful unei politici de cenzură a internetului și supraveghere computerizată, în care internetul public și serviciile sale sunt complet înlocuite cu substitute alternative controlate de stat.

## Țări care au un intranet național

### Birmania
Înainte de 2011, Birmania avea un intranet național numit Myanmar Wide Web.

### China
Internetul din China este de tip "grădină împrejmuită" din punct de vedere al structurii, dar în același timp este dependentă de Europa și de Statele Unite pentru conectivitatea externă.   China ar putea să se retragă efectiv de pe internetul global și să-și mențină conectivitatea internă printr-un intranet național.   Acest lucru ar însemna că alte țări nu s-ar putea conecta la China și invers pentru antreprenorii/utilizatorii chinezi.   

### Coreea de Nord
Rețeaua nord-coreeană Kwangmyong, care datează din anul 2000, este cea mai cunoscută dintre aceste rețele. Cuba și Birmania folosesc, de asemenea, un sistem de rețea similar, care este separat de internetul global.
Această rețea folosește nume de domenii sub domeniul de nivel superior .kp care nu sunt accesibile de pe internetul global. Din 2016, rețeaua folosește adrese IPv4 rezervate rețelelor private în intervalul 10.0.0.0/8. 

### Cuba
Cuba are propriul său intranet național, numit Red Nacional (Rețeaua Națională).    

### STATELE UNITE ALE AMERICII
În 2020, Departamentul de Energie al Statelor Unite a dezvăluit planurile pentru crearea unui internet cuantic național. 

### Iran
În aprilie 2011, oficialul iranian Ali Agha-Mohammadi a anunțat planurile guvernului de a-și lansa propriul „internet halal”, care să fie în conformitate cu valorile islamice și să ofere servicii „adecvate”. Crearea acestei rețele, similară cu exemplul nord-coreean, ar împiedica informațiile nedorite din străinătate să intre în sistemul închis iranian. Grădina împrejmuită iraniană s-ar dota cu serviciu de e-mail și motor de căutare proprii. 
Rețeaua națională de informații a Iranului funcționează similar cu Great Firewall-ul Chinei.  

### Rusia
În 2020, Rusia și-a testat intranetul național numit Runet⁠(d) (Internetul Rusiei).

## Linkuri externe
1. ↑  „The Great Firewall of China”. www.bloomberg.com (în inglés). Accesat în 21 de febrero de 2021. Verificați datele pentru: |access-date= (ajutor)
2. ↑  „Putin brings China's Great Firewall to Russia in cybersecurity pact”. www.theguardian.com (în inglés). 29 de noviembre de 2016. Accesat în 12 de febrero de 2021. Verificați datele pentru: |access-date=, |date= (ajutor)
3. ↑  Palfrey, John; Rohozinski, Rafal; Zittrain, Jonathan (25 de enero de 2008). Access Denied: The Practice and Policy of Global Internet Filtering (în inglés). MIT Press. ISBN 978-0-262-29072-2. |first1= lipsă |last1= în Authors list (ajutor); Verificați datele pentru: |date= (ajutor)
4. ↑  Denyer, Simon (23 de mayo de 2016). „China's scary lesson to the world: Censoring the Internet works” (în inglés). ISSN 0190-8286. Accesat în 21 de febrero de 2021. Verificați datele pentru: |access-date=, |date= (ajutor)
5. ↑  Chao, Loretta (21 de diciembre de 2010). „'Father' of China's Great Firewall Shouted Off Own Microblog” (în inglés). ISSN 0099-9660. Accesat în 21 de febrero de 2021. Verificați datele pentru: |access-date=, |date= (ajutor)
6. ↑  „U.S. says China internet censorship a burden for businesses” (în inglés). 8 de abril de 2016. Accesat în 21 de febrero de 2021. |first1= lipsă |last1= în Authors list (ajutor); Verificați datele pentru: |access-date=, |date= (ajutor)
7. ↑  „How China's Internet Police Control Speech on the Internet”. Radio Free Asia (în inglés). Accesat în 21 de febrero de 2021. Verificați datele pentru: |access-date= (ajutor)
8. ↑  Siegel, Rachel. „Search result not found: China bans Wikipedia in all languages” (în inglés). ISSN 0190-8286. Accesat în 21 de febrero de 2021. Verificați datele pentru: |access-date= (ajutor)
9. ↑  „TLS certificate blunder revisited – whither China Internet Network Information Center?”. Naked Security (în inglés). 14 de abril de 2015. Arhivat din original la 2018-10-21. Accesat în 12 de febrero de 2021. Verificați datele pentru: |access-date=, |date= (ajutor)
10. ↑  Dave Allen (19 de julio de 2019). „Analysis by Oracle Internet Intelligence Highlights China's Unique Approach to Connecting to the Global Internet”. Oracle. Accesat în 30 de julio de 2020. Verificați datele pentru: |access-date=, |date= (ajutor)
11. ↑  Mozur, Paul (14 de setiembre de 2015). „Baidu and CloudFlare Boost Users Over China's Great Firewall (Published 2015)” (în inglés). ISSN 0362-4331. Accesat în 21 de febrero de 2021. Verificați datele pentru: |access-date=, |date= (ajutor)
12. ↑  „How China's social media users created a new language to beat censorship on COVID-19”. www.amnesty.org (în inglés). Accesat în 21 de febrero de 2021. Verificați datele pentru: |access-date= (ajutor)
13. 1 2  Christopher Rhoads and Farnaz Fassihi (28 de mayo de 2011). „Iran Vows to Unplug Internet”. Wall Street Journal. Accesat în 24 de setiembre de 2012. Verificați datele pentru: |access-date=, |date= (ajutor)
14. 1 2  Mäkeläinen, Mika (14 de mayo de 2016). „Yle Pohjois-Koreassa: Kurkista suljetun maan omaan tietoverkkoon (Yle en Corea del Norte: un vistazo a la red del país cerrado)” (în finlandés). Yle. Accesat în 15 de mayo de 2016. Verificați datele pentru: |access-date=, |date= (ajutor)
15. ↑  Scola, Nancy. „Wait, Cuba has its own Internet?” (în inglés). ISSN 0190-8286. Accesat în 20 de marzo de 2021. Verificați datele pentru: |access-date= (ajutor)
16. ↑  „Cuba - The World Factbook”. www.cia.gov. Accesat în 20 de marzo de 2021. Verificați datele pentru: |access-date= (ajutor)
17. ↑  „More Cubans have local intranet, mobile phones”. Accesat în 20 de marzo de 2021. Verificați datele pentru: |access-date= (ajutor)
18. ↑  Jacobs, Harrison (6 de setiembre de 2018). „Is there internet in Cuba?”. Business Insider (în inglés). Accesat în 20 de marzo de 2021. Verificați datele pentru: |access-date=, |date= (ajutor)
19. ↑  Reichert, Corinne. „The US wants to develop a quantum internet”. CNET (în inglés). Accesat în 20 de marzo de 2021. Verificați datele pentru: |access-date= (ajutor)
20. ↑  „From Long-distance Entanglement to Building a Nationwide Quantum Internet: Report of the DOE Quantum Internet Blueprint Workshop” (în inglés). 5 de febrero de 2020. Verificați datele pentru: |date= (ajutor)
21. ↑  "Iran clamps down on Internet use", Saeed Kamali Dehghan, The Guardian, 5 de enero de 2012
22. ↑  Ryan Paul (10 de abril de 2012). „Iran moving ahead with plans for national intranet”. Ars Technica. Accesat în 24 de setiembre de 2012. Verificați datele pentru: |access-date=, |date= (ajutor)
23. ↑  „Iran To Work With China To Create National Internet System”. www.rferl.org. Accesat în 21 de febrero de 2021. Verificați datele pentru: |access-date= (ajutor)
24. ↑  Refugees, United Nations High Commissioner for. „Refworld | Freedom on the Net 2018 - Iran”. Refworld (în inglés). Accesat în 21 de febrero de 2021. Verificați datele pentru: |access-date= (ajutor)
25. ↑  „What You Need to Know about Internet Censorship in Iran”. Centre for International Governance Innovation (în inglés). Accesat în 21 de febrero de 2021. Verificați datele pentru: |access-date= (ajutor)
26. ↑  „Russia Takes a Big Step Toward Internet Isolation” (în inglés). ISSN 1059-1028. Accesat în 20 de marzo de 2021. Verificați datele pentru: |access-date= (ajutor)